# USSD

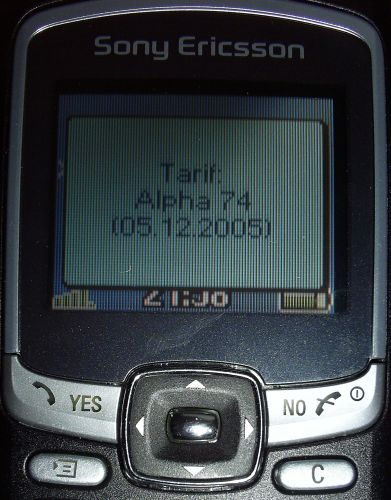
Сообщение USSD на экране мобильного телефона (2005)

USSD (англ. Unstructured Supplementary Service Data — неструктурированные дополнительные служебные данные) — стандартный сервис в сетях GSM, позволяющий организовать интерактивное взаимодействие между абонентом сети и сервисным приложением в режиме передачи коротких сообщений.
USSD-сервис поддерживается в GSM Phase 1 и Phase 2 (инициирование сессии со стороны USSD-приложения). USSD-сервис во многом схож с SMS, оба сервиса используют для передачи данных формат коротких сообщений. Однако USSD в основном предназначен для обмена сообщениями между абонентом и дополнительными сервисами, в простейшем случае, службой автоинформатора расчётного счета, тогда как SMS в основном служит для обмена короткими сообщениями между абонентами.
USSD, в отличие от SMS, не имеет промежуточной базы данных и не гарантирует повторную доставку сообщений, что делает обмен сообщениями мгновенным. USSD является сессионно-ориентированной технологией, весь диалог абонента и приложения ведётся в рамках одной сессии. Аналогом USSD-сервиса является система на базе IVR (Interactive Voice Response), в отличие от которой в USSD отсутствуют голосовые соединения, используется лишь сигнализационный канал. Обмен данными в USSD-сессии является более наглядным и оперативным.
Основное направление использования USSD-сервиса — предоставление абонентам возможности получать дополнительную информацию от приложений и управлять этими приложениями. USSD работает на всех существующих телефонах стандарта GSM, за исключением самых ранних моделей 1998—1999 годов выпуска.
Каждый оператор использует собственные USSD-команды, например, для того, чтобы узнать баланс счёта мобильного телефона. В то же время есть общепринятые USSD коды для всех операторов и касается это переадресации вызова с помощью которой можно перенаправлять вызов со своего номера на какой-либо другой. И на данный момент большинство операторов придерживаются данных кодов.